# Джейми Лин Спиърс
Джейми Лин Мари Спиърс (на английски: Jamie Lynn Marie Spears) e американска актриса, родена на 4 април 1991 г. Джейми Лин е известна с това, че е по-малката сестра на поп певицата Бритни Спиърс и не само с това. Джейми Лин също има и по-голям брат на име Браян.

## Награди
Kids' Choice Awards, USA
- 2008 Favorite Television Actress – Номинирана
- 2007 Favorite Television Actress – Номинирана
- 2006 Favorite Television Actress – Спечелила
- 2004 Favorite Television Actress – Номинирана

Teen Choice Awards
- 2005 Choice TV Breakout Performance-Female – Номинирана

Young Artist Awards
- 2007 Best Young Ensemble Performance in a TV Series – Спечелила
- 2006 Best Young Ensemble Performance in a TV Series – Спечелила
- 2005 Best Young Ensemble Performance in a TV Series – Номинирана

Young Hollywood Awards
- 2005 One to Watch-Female – Спечелила